# Superpuchar Europy UEFA 2009
Mecz o Superpuchar Europy 2009 został rozegrany 28 sierpnia 2009 roku na Stadionie Ludwika II w Monako pomiędzy Barceloną, zwycięzcą Ligi Mistrzów UEFA 2008/2009 oraz Szachtarem Donieck, triumfatorem Pucharu UEFA 2008/2009. Barcelona wygrała mecz po dogrywce 1:0, tym samym zdobywając Superpuchar Europy po raz trzeci w historii klubu.

## Droga do meczu

### Szachtar Donieck
| Sezon   | Rozgrywki     | Runda   | Przeciwnik         | Dom            | Wyjazd         | Ogólnie        |
| ------- | ------------- | ------- | ------------------ | -------------- | -------------- | -------------- |
| 2008/09 | Liga Mistrzów | 3Q      | Dinamo Zagrzeb     | 2–0            | 3–1            | 5–1            |
| 2008/09 | Liga Mistrzów | Grupa C | FC Barcelona       | 1–2            | 3–2            | 3. miejsce     |
| 2008/09 | Liga Mistrzów | Grupa C | FC Basel           | 5–0            | 2–1            | 3. miejsce     |
| 2008/09 | Liga Mistrzów | Grupa C | Sporting CP        | 0–1            | 0–1            | 3. miejsce     |
| 2008/09 | Puchar UEFA   | 1/16    | Tottenham Hotspur  | 2–0            | 1–1            | 3–1            |
| 2008/09 | Puchar UEFA   | 1/8     | CSKA Moskwa        | 2–0            | 0–1            | 2–1            |
| 2008/09 | Puchar UEFA   | 1/4     | Olympique Marsylia | 2–0            | 2–1            | 4–1            |
| 2008/09 | Puchar UEFA   | 1/2     | Dynamo Kijów       | 2–1            | 1–1            | 3–2            |
| 2008/09 | Puchar UEFA   | F       | Werder Brema       | 2–1 (N), Dogr. | 2–1 (N), Dogr. | 2–1 (N), Dogr. |

### FC Barcelona
| Sezon   | Rozgrywki     | Runda   | Przeciwnik        | Dom     | Wyjazd  | Ogólnie    |
| ------- | ------------- | ------- | ----------------- | ------- | ------- | ---------- |
| 2008/09 | Liga Mistrzów | 3Q      | Wisła Kraków      | 4–0     | 0–1     | 4–1        |
| 2008/09 | Liga Mistrzów | Grupa C | Sporting CP       | 3–1     | 5–2     | 1. miejsce |
| 2008/09 | Liga Mistrzów | Grupa C | Szachtar Donieck  | 2–3     | 2–1     | 1. miejsce |
| 2008/09 | Liga Mistrzów | Grupa C | FC Basel          | 1–1     | 5–0     | 1. miejsce |
| 2008/09 | Liga Mistrzów | 1/8     | Olympique Lyon    | 5–2     | 1–1     | 6–3        |
| 2008/09 | Liga Mistrzów | 1/4     | Bayern Monachium  | 4–0     | 1–1     | 5–1        |
| 2008/09 | Liga Mistrzów | 1/2     | Chelsea           | 0–0     | 1–1     | 1–1, w.    |
| 2008/09 | Liga Mistrzów | F       | Manchester United | 2–0 (N) | 2–0 (N) | 2–0 (N)    |

## Szczegóły meczu
Spotkanie finałowe odbyło się 28 sierpnia 2009 na Stadionie Ludwika II w Monako. Frekwencja na stadionie wyniosła 17 738 widzów. Mecz sędziował Frank De Bleeckere z Belgii. Mecz zakończył się zwycięstwem FC Barcelony 1:0 po dogrywce. Bramkę dla Barcelony strzelił Pedro w 115. minucie.
| 28 sierpnia 2009 | FC Barcelona · Pedro 115' | 1:0 (Dogr.)0:0Raport | Szachtar Donieck | Stadion Ludwika II, Monako Widzów: 17 738 Sędzia: Frank De Bleeckere |
|                  |                           |                      |                  |                                                                      |

| FC Barcelona | Szachtar Donieck |

| FC BARCELONA  |    |                    |       |      |
|               |    |                    |       |      |
| BR            | 1  | Víctor Valdés      |       |      |
| OB            | 2  | Dani Alves         |       |      |
| OB            | 5  | Carles Puyol (c)   |       |      |
| OB            | 3  | Gerard Piqué       |       |      |
| OB            | 22 | Éric Abidal        |       |      |
| PO            | 24 | Yaya Touré         |       | 100' |
| PO            | 6  | Xavi               |       |      |
| PO            | 15 | Seydou Keita       |       |      |
| NA            | 10 | Lionel Messi       | 90+3' |      |
| NA            | 14 | Thierry Henry      |       | 96'  |
| NA            | 9  | Zlatan Ibrahimović |       | 81'  |
| Rezerwowi:    |    |                    |       |      |
| BR            | 13 | José Manuel Pinto  |       |      |
| OB            | 19 | Maxwell            |       |      |
| OB            | 33 | Marc Muniesa       |       |      |
| PO            | 16 | Sergio Busquets    |       | 100' |
| NA            | 7  | Eiður Guðjohnsen   |       |      |
| NA            | 11 | Bojan Krkić        |       | 96'  |
| NA            | 17 | Pedro              | 107'  | 81'  |
| Trener:       |    |                    |       |      |
| Pep Guardiola |    |                    |       |      |

| SZACHTAR DONIECK |    |                   |       |     |
|                  |    |                   |       |     |
| BR               | 30 | Andrij Piatow     |       |     |
| OB               | 33 | Darijo Srna (c)   | 65'   |     |
| OB               | 5  | Ołeksandr Kuczer  | 90+3' |     |
| OB               | 27 | Dmytro Czyhrynski |       |     |
| OB               | 26 | Răzvan Raț        |       |     |
| PO               | 19 | Ołeksij Haj       |       | 80' |
| PO               | 3  | Tomáš Hübschman   |       |     |
| NA               | 11 | Ilsinho           | 55'   |     |
| NA               | 22 | Willian           |       | 91' |
| PO               | 7  | Fernandinho       |       | 80' |
| NA               | 17 | Luiz Adriano      |       |     |
| Rezerwowi:       |    |                   |       |     |
| BR               | 12 | Rustam Chudżamow  |       |     |
| OB               | 36 | Ołeksandr Czyżow  |       |     |
| PO               | 8  | Jádson            |       | 80' |
| PO               | 14 | Wasyl Kobin       | 119'  | 80' |
| PO               | 28 | Ołeksij Polanski  |       |     |
| NA               | 21 | Ołeksandr Hładky  |       |     |
| NA               | 77 | Julius Aghahowa   |       | 91' |
| Trener:          |    |                   |       |     |
| Mircea Lucescu   |    |                   |       |     |

| Superpuchar Europy (2009) |
| ------------------------- |
| Hiszpania                 |
| FC Barcelona Trzeci Tytuł |